# Kerepes Rádió
A Kerepes Rádió egy kisközösségi rádió.

## Története
2006-ban kezdte meg adását, a frekvenciája FM 97,1 MHz volt, de az állomás 2015-ben elvesztette frekvenciaengedélyét. A rádiót Springer Krisztina magánszemélyként hozta létre és üzemeltette. A rádió főszerkesztője Springer Krisztina férje, Springer Friedrich Horst volt. Őt a hallgatók "ugrojani" néven ismerhetik. 2005-ben a Két Faluért Egyesület színeiben induló, akkor polgármesterjelölt Franka Tibor kampányához jelentős segítséget nyújtó, webfórumként induló rádió-kalózrádió adással indult. A Hírközlési felügyelet pár hónapos tétlensége után elkobozta az akkor Pannonrádió néven működő adót. A hasonlóság Franka Tibor azonos nevű korábbi munkahelyének a Pannon Rádió 99,5 MHz hangzását kihasználva folytatta kampánytevékenységét a jelöltek sikeréért. Ez a frekvencia elnyerésével véget ért. Önkormányzati döntés nélkül Franka írásban is megengedte, hogy a település nevét használják azonosítóként, amit az akkori ORTT be is jegyzett. A rádió neve 2006-tól hivatalosan is Kerepes Rádió lett. Műsorai a magyar és külföldi "oldies" slágereiből álltak és állnak ma is. Politikai tevékenységet nem folytat, és kizárólag a kerepesi közélet tisztasága érdekében vannak kritikus, lokálpatrióta hangvételi műsorai. Ezek többsége, időközben a mára alkalmatlannak tartott, de ma is polgármester Franka Tibor tevékenységének és diktatórikusnak mondott vezetési módjának és helyi intézkedéseinek a bírálatában merülnek ki.

## A rádió ma
A rádiót időközben 2014-től egy német tulajdonos, "intendáns" vette át, aki ismét a www.pannonradio.com oldalról sugározza adását Kerepesnek és a Kerepesről elszármazottaknak. Ma amerikai és európai nemzetközi oldalakon hallgatható. A hallgatósága számos külföldi országban jelentősnek mondható, ami a változatos régi, magyar slágereknek köszönhető. Az eltelt évek műsorait az új vezetés ismétlésben eleveníti fel, népszerűsítve a Pest megyei település történelmét és kultúráját. Mára közel 500 000 archív, zenei és prózai műsorszámmal rendelkezik. Zenei kategóriájára nézve az oldies és hagyományos rock stílus keveredik. 
Német nyelvű műsor minden héten 2 nap hallgatható a rádióban, ami németországi segítséggel szól webrádióként. A rádió 12 éve Kerepes közéletéről összefoglaló műsorokat készít, testületi üléseket vágatlan formában, néha élőben is, pártatlanul és kommentár nélkül közvetíti. Minden reggel a helyi Szent Anna-templomban felvett misét sugározza, délben magyarnóta szól. 

## Műsorok
- 00:00–05:00 Csupa Zene – Humor
- 05:00 Reggeli Mise
- 06:00–08:00 Puncs
- 08:00 Délelőtti Bazár – Mit főz ma?
- 09:00 Versóra Szerdánként – Megálló Szőnyi Zsolttal csütörtökönként
- 12:00 Kerepesi Nótafa – Nótacsokor – mindennap
- 13:00 Slágerek – Humoróra
- 14:00 Magazin – Csütörtök – Délutáni Expressz
- 15:00 Rockóra (Hétfő-Szerda-Péntek ism. 23:00)
- 16:00 Kedd – Hallgassunk hazait ( előző heti adás ismétlése )
- 16:00 Lemezjátszó -az önök "hozott" lemezeiből (Hétfő-Szerda-Péntek)
- 17:00 Versóra ismétlés (pénteken)
- 18:00 Aranyalap / Mambóra / Repess-Kerepes
- 18:05 Csütörtök – Hallgassunk hazait (ism. kedd 16:00)
- 20:00 Estimese
- 20:05 Zene-Szó – ( hétfő – Sztárportré / kedd / szerda )
- 22:00 Hangoskönyv – ismétlés (hétköznapokon 8 órától)
- 23:00 Rockóra ismétlések (hétfő-szerda-péntek)
- 09:00–12:00 Szombat délelőtti bazár
- 16:00–20:00 Szombat délutáni Randevú – Eszter 4 órás kívánságműsora
- 20:00–05:00 Buliservice – Mulassunk hajnalig bulislágerekkel
- 10:00 kibeszélő ugrandóival – minden vasárnap 12 óráig
- 09:00–12:00 Kerekasztal beszélgetés 2. héten
- 14:00 Zenés Randevú Balázs Palival (jelenleg szünetel)
- 14:00 Top 40 – TEMA-tikus zenei magazin kedden
- 18:00 Vasárnap Rádiójáték – Zenevadász
- 20:00 Vasárnap Schlagerparade – Német nyelvű adások éjfélig (ism. Cs. 10:00)
- 00:00–05-00 Előző napi adások ismétlései